# Szajszombun
Szajszombun (nemzetközi alakban Xaisomboun) Laosz egyetlen speciális igazgatású területe (khetphiszet) az ország északi részén. Területét 1994-ben választották le Vientián és Sziangkhuang tartományokról.

## Közigazgatás
Szajszombun területe a következő körzetekre oszlik:
1. Hom (18-03)
2. Longsane (18-04)
3. Phun (18-05)
4. Thathom (18-02)
5. Xaysomboun (18-01)